# Tuhrina
Tuhrina es un municipio situado en el distrito de Prešov, en la región de Prešov, Eslovaquia. Tiene una población estimada, en febrero de 2025, de 555 habitantes.
Es una unidad territorial, autónoma y administrativa independiente de la República Eslovaca, que ejerce su competencia autónoma de forma independiente.
Está ubicado en valle del río Torysa (cuenca hidrográfica del río Tisza).

## Antecedentes y Población
El pueblo se encuentra en la parte noroeste de Slanské vrchy. La primera mención escrita data de 1397. Se encuentran dos iglesias: la católica romana dedicada al nombre de la Virgen María y una iglesia evangélica. 
En Tuhrina se ha establecido una escuela primaria con varias clases especiales. La creación de la Casa de la Cultura impulsa el desarrollo cultural, y varios eventos deportivos se celebran en el campo de fútbol.
El pueblo está rodeado de bosques, que antaño fueron la fuente de sustento de los residentes locales. La naturaleza es rica en frutos del bosque. En los arroyos locales viven cangrejos de río.  Las ruinas del Castillo de Bodoň se encuentran al norte del pueblo.

## Demografía
| Año        | 1994 | 2004     | 2014    | 2024     |
| ---------- | ---- | -------- | ------- | -------- |
| Población  | 381  | 435      | 471     | 554      |
| Diferencia |      | +14,17 % | +8,27 % | +17,62 % |

| Año        | 2023 | 2024    |
| ---------- | ---- | ------- |
| Población  | 551  | 554     |
| Diferencia |      | +0,54 % |